# Волчек Дмитро Борисович
Дмитро Борисович Волчек (нар. 18 червня 1964, Ленінград, РРФСР) — російський поет, прозаїк і перекладач, видавець. Головний редактор сайту «Радіо Свобода».

## Життєпис
Брав участь у неофіційному літературному житті Ленінграда з 1982 року. Публікувався в машинописних журналах і виданнях російського зарубіжжя, працював у редакції журналу «Гласність». 
1982 року разом з кількома іншими молодими авторами Дмитро Волчек заснував самвидавівський журнал «Мовчання» (до листопада 1983 року вийшло 9 номерів).
У 1980-ті роки Дмитро Волчек переклав з англійської мови й опублікував у самвидаві низку творів Олдоса Гакслі, Фланнері О'Коннор та інших письменників середини XX століття. 1985 року на зміну «Мовчанню» прийшов «Дмитриків журнал» (рос. Митин журнал). 
1999 року за видання «Дмитрикового журналу» Дмитро Волчек відзначений Премією Андрія Білого у номінації «За заслуги перед літературою». 
Від 1988 року - співробітник радіо «Свобода».
Від 1993 жив у Мюнхені, від 1995 живе в Празі.
В кінці 1990-х років перекладацька діяльність Волчека відновилася з у зв'язку з його новим видавничим проєктом — видавництвом «Kolonna publications»: для цього видавництва він переклав твори Вільяма Барроуза, Гая Давенпорта, Кеті Акер, Алістера Кроулі, Пола Боулза. 
2000 року, після передання видання «Дмитрикового журналу» тверському видавництву «Kolonna publications» Волчек фактично стає ідеологом цього видавництва, визначаючи його політику. За ініціативою Волчека, основу видавничої програми «Колони» починає становити радикальна в естетичному й етичному відношенні література, що ревізує межі добра і зла і межі людської волі; особливо істотні для цієї програми книги таких авторів, як Антонен Арто, П'єр Гійота, Ілля Масодов, Ґабріель Віткоп, Маруся Климова, Ярослав Могутін, Юлія Кісіна).

### Книги
- Говорящий тюльпан: Стихотворения 1985—1991. — СПб.: «Омфала», 1992.
- Полуденный демон: Стихотворения 1991—1995. — СПб.: «Омфала», 1995.
- Кодекс гибели: Роман. — T-ough Press[en], 1999.
- Девяносто три! Роман. — Kolonna Publications, 2001.

### Інтерв'ю[Архівовано13 червня 2020 уWayback Machine.]
- Бавильский Дмитрий. Дмитрий Волчек: «Будущего нет, истины нет, все дозволено!» // Частный Корреспондент. — 27 січня 2014 року.
- "У монстра немає ні смаку, ні совісті". Інтерв'ю Станіславу Львівському. [Архівовано 5 серпня 2012 у WebCite]
- "Текст повинні диктувати вищі сутності". Інтерв'ю журналу "Іо Пан" [Архівовано 16 серпня 2016 у Wayback Machine.]
- "Нам потрібен син Люцифера і Дар'ї Жукової" (інтерв'ю Дмитра Волчека сайту Polit.ru) [Архівовано 16 серпня 2012 у WebCite]
- "Я ношу з собою синю пляму". Інтерв'ю Д. Волчека журналу "Шо".
- "Не забудьте захопити кондомініум!" Інтерв'ю "Приватному кореспонденту" [Архівовано 19 травня 2020 у Wayback Machine.], 2010
- Микола Нікіфоров. Розмова з Дмитром Волчеком, 2010 [Архівовано 3 липня 2020 у Wayback Machine.]
- "Хочу видавати книги для собак". Інтерв'ю Д. Волчека сайту Magreb [Архівовано 4 липня 2020 у Wayback Machine.]
- "Поезія зібрала свої речі і переїхала". Інтерв'ю Д. Волчека Євгену Стасиневичу [Архівовано 3 липня 2020 у Wayback Machine.]
- "Мені завжди хочеться забратися в будинок письменника, якого я перекладаю, з "чорного ходу". Інтерв'ю Д. Волчека "Російській журналу" [Архівовано 13 червня 2020 у Wayback Machine.]
- "Я переконаний: майбутнє літератури в минулому". Інтерв'ю Д. Волчека журналу "Іноземна література" [Архівовано 10 листопада 2012 у Wayback Machine.]